# Hans Niessl
Hans Niessl (ur. 12 czerwca 1951 w Zurndorfie) – austriacki polityk, nauczyciel i samorządowiec, starosta krajowy Burgenlandu (2000–2019).

## Życiorys
Absolwent Pädagogische Akademie, pracował jako nauczyciel i dyrektor szkoły. Zaangażował się w działalność polityczną w ramach Socjaldemokratycznej Partii Austrii. W latach 1987–2000 sprawował urząd burmistrza Frauenkirchen. Od 1996 jednocześnie zasiadał w landtagu Burgenlandu, w latach 1999–2000 kierując frakcją poselską socjaldemokratów. W 2000 powołany na starostę krajowego Burgenlandu. Uzyskiwał reelekcję po kolejnych wyborach regionalnych, zakończył urzędowanie w 2019.